# Nacionalni inštitut za javno zdravje
Nacionalni inštitut za javno zdravje (s kratico NIJZ) je slovenski javni zavod, ki se ukvarja z zdravjem prebivalcev Republike Slovenije.

## Poslanstvo
Nacionalni inštitut za javno zdravje je namenjen obravnavi zdravja ljudi, živečih v Republiki Sloveniji. Med njegove naloge med drugim spadajo raziskovanje zdravstvenih tematik med prebivalci, varovanje zdravja in skrb za zviševanje ravni zdravja državljanov. Inštitut poskuša omenjene cilje doseči s pomočjo ozaveščanja in izobraževanja ljudi, pa tudi z uporabo drugačnih preventivnih ukrepov.
NIJZ se obenem posredno vključuje v državne zadeve, ki se tičejo zdravja in sorodnih tematik, saj služi kot strokovna podlaga državnim funkcionarjem za ustrezno sprejemanje odločitev. Inštitut deluje tudi kot mednarodna enota in se udeležuje raznih mednarodnih projektov, ki obravnavajo zdravstvene problematike tako javnega zdravja kot tudi drugih zdravstvenih področij.

## Organizacija
Nacionalni inštitut za javno zdravje se deli na centralno enoto, ki sestoji iz večjega števila centrov, namenjenih različnim nalogam, in območne enote, ki pokrivajo določene predele Slovenije.
Centralno enoto sestavlja naslednjih 10 tematskih centrov: Center za proučevanje in razvoj zdravja, Center za nalezljive bolezni, Center za zdravstveno ekologijo, Center za zdravstveno varstvo, Center za upravljanje programov preventive in krepitve zdravja, Center za zgodnje odkrivanje raka, Center za informatiko v zdravstvu, Zdravstveno podatkovni center, Center za komuniciranje in Center Šola javnega zdravja. Med območne enote spada 9 enot: Območna enota Celje, Območna enota Koper, Območna enota Kranj, Območna enota Ljubljana, Območna enota Maribor, Območna enota Murska Sobota, Območna enota Nova Gorica, Območna enota Novo mesto in Območna enota Ravne na Koroškem.

### Direktorji
Od leta 2014, ko se je Inštitut za javno zdravje RS preimenoval v Nacionalni inštitut za javno zdravje (NIJZ), so ustanovo vodili trije direktorji. Prvi direktor NIJZ je bil epidemiolog in specialist za javno zdravje Ivan Eržen, ki je najprej opravljal funkcijo vršilca dolžnosti direktorja Nacionalnega inštituta za javno zdravje, nakar je 14. marca leta 2014 dobil vladno soglasje za prevzem mesta direktorja. Funkcijo je po Erženovem končanem štiriletnem mandatu 7. marca 2018 prevzela epidemiologinja Nina Pirnat.
Pirnatova je približno teden po nastopu 14. vlade Republike Slovenije marca 2020 podala svoj odstop z mesta direktorice. Do imenovanja novega direktorja je NIJZ kot vršilec dolžnosti direktorja vodil nekdanji direktor Ivan Eržen. Tretji direktor NIJZ je zdravnik specialist socialne medicine Milan Krek, ki je direktorsko mesto prevzel 30. aprila 2020. Po razrešitvi junija 2022 ga sprva kot v.d., kasneje pa polno nasledi Branko Gabrovec.
Maja 2021 je vlada sprejela nov sklep o ustanovitvi NIJZ z določenimi spremembami in dopolnitvami, med katere sodi tudi novost, da bosta javnozdravstveni zavod v prihodnosti vodila dva direktorja; generalni direktor zavoda (nekdanji direktor) in strokovni direktor (nova funkcija). Strokovni direktor naj bi med drugim skrbel za strokovno, izobraževalno in raziskovalno delo zavoda, medtem ko naj bi kandidate na sam položaj strokovnega direktorja imenoval generalni direktor.
| Ime             | Izobrazba                                               | Začetek    | Konec      |
| --------------- | ------------------------------------------------------- | ---------- | ---------- |
| Ivan Eržen      | zdravnik specialist epidemiologije in javnega zdravja   | marec 2014 | marec 2018 |
| Nina Pirnat     | zdravnica specialistka epidemiologije                   | marec 2018 | marec 2020 |
| Ivan Eržen v.d. | zdravnik specialist epidemiologije in javnega zdravja   | marec 2020 | april 2020 |
| Milan Krek      | zdravnik specialist socialne medicine (javnega zdravja) | april 2020 | junij 2022 |
| Branko Gabrovec | doktorat iz področja organizacije dela v zdravstvu      | junij 2022 | v teku     |

## Zgodovina
Tradicija NIJZ se je pričela v zgodnjem 20. stoletju, ko so 16. julija leta 1923 v slovenski prestolnici odprli nov Higienski zavod, za katerega direktorja je bil imenovan higienik in zdravnik Ivo Pirc. Ta ustanova je najprej služila problematiki vode; preučevala je pitno vodo in opravljala nekatere s tem povezane dejavnosti. Širjenje delovanja je Higienski zavod doživel, ko so mu leta 1925 pridružili poprej samostojno ljubljansko Stalno bakteriološko postajo. Ustanovo so nato razdelili na tri ločene oddelke, ki so se ukvarjali z različnimi dejavnostmi: bakteriološko-serološki oddelek, oddelek za preiskovanje vode in živil ter higiensko-propagandno-didaktični oddelek.
Sledeče leto je Higienski zavod doživel novo razširitev, ko so ustanovili tako imenovano Posvetovalnico za matere in otroke ter odprli prvi zdravstveni dom. Poleg tega se je ustanova začela ukvarjati s še nekaj dodatnimi dejavnostmi; nalezljivimi boleznimi, šolsko medicino, razvojem zdravstvenih domov in higienskimi ustanovami. Pomembno vlogo je Higienski zavod igral v obdobju druge svetovne vojne, ko je služil kot mesto proizvodnje in razpošiljanja cepiv, dezinfekcijskih in dezinsekcijskih sredstev, raznih laboratorijskih kemikalij in podobnih pripomočkov.
Ob zaključku druge svetovne vojne na Slovenskem so Higienski zavod razcepili na dve samostojni enoti; tako imenovani Bakteriološko epidemiološki inštitut, ki se je v sledečih letih preoblikoval v Mikrobiološki inštitut ljubljanske Medicinske fakultete, in Centralni laboratorij za živila, ki so ga združili z laboratorijem mestnega tržnega nadzorstva. V letu 1951 so odprli nov Centralni higienski zavod, ki je bil zadolžen za obširen nabor nalog, povezanih z javnim zdravjem in higieno, s to ustanovo pa sta soodvisno delovala tudi živilsko kemijski in mestni mikrobiološki laboratorij. Direktor zavoda je hkrati imel naziv republiškega sanitarnega inšpektorja.
Ob koncu 20. stoletja se je Centralni higienski zavod leta 1974 s sprejetjem zakona preoblikoval v tako imenovani Zavod SRS za zdravstveno varstvo. V letu 1985 je prišlo do združitve Zavoda SRS za zdravstveno varstvo in Zavoda za socialno medicino, novo enotno ustanovo pa so poimenovali Univerzitetni zavod za zdravstveno in socialno varstvo (UZZSV). Leta 1992 je vlada izdala odlok za odprtje novega Inštituta za varovanje zdravja RS. Do vnovičnega preimenovanja in preoblikovanja ustanove je prišlo leta 2013 z novim vladnim odlokom, ki je odredil ustanovitev sedanjega Nacionalnega inštituta za javno zdravje s pričetkom dne 1. januarja 2014.